# اورگالا
اورگالا (به لاتین: Urgala) یک منطقهٔ مسکونی در روسیه است که در باشقیرستان واقع شده‌است.